# Aserbajdsjan ved vinter-OL 2014
Aserbajdsjan deltog i Vinter-OL 2014 i Sotji, som blev arrangeret i perioden 7. februar til 23. februar 2014.

## Medaljer
| 2014 Sotji   | Guld | Sølv | Bronze | Total |
| Aserbajdsjan | 0    | 0    | 0      | 0     |